# Reno Posteriore
Il Reno Posteriore (in tedesco Hinterrhein, in romancio Rein Posteriur, in svizzero tedesco Hinterrhy) è un fiume svizzero affluente del Reno. Alcuni chilometri prima di Coira si unisce al Reno Anteriore e forma così il Reno.
Il Reno posteriore nasce nei pressi dell'Adula nelle Alpi dell'Adula (parte delle Alpi Lepontine nel Canton Grigioni). Inizialmente scorre in direzione est-nord-est, ad Andeer si rivolge verso nord. Riceve da destra il fiume Albula a Fürstenau e poi continua verso nord fino a congiungersi al Reno Anteriore a Reichenau. I comuni attraversati sono Rheinwald, Sufers, Andeer, Zillis-Reischen, Rongellen, Sils im Domleschg, Thusis, Fürstenau, Cazis, Domleschg, Rothenbrunnen, Rhäzüns, Domat/Ems e Bonaduz.
Sul suo corso si trova la diga di Sufers e la diga di Bärenburg.

## Affluenti
- Höhbergtobel
- Weissbach
- Grattobel
- Brunstbach
- Schgräjendbach
- Maseggbach
- Plattenbach
- Räppierbach
- Kappelbach
- Altnerschbach
- Areuabach
- Hoflibach
- Chratzlibach
- Függschtobelbach
- Tambobach
- Hüscherenbach

- Strahlentobelbach
- Wissbach
- Steilerbach
- Töbeli
- Surettabach
- Lungbach
- Reno di Avers
- Ual da Pignia